# پیتر مک‌مالن
پیتر مک‌مالن (انگلیسی: Peter McMullen؛ زادهٔ ۱۱ مهٔ ۱۹۴۲) ریاضی‌دان بریتانیایی و استاد بازنشسته ریاضی کالج دانشگاهی لندن است.